# آزار و اذیت یهودیان و مسلمانان توسط مانوئل یکم

مانوئل - رساله پیروزی علیه من

آزار و اذیت یهودیان و مسلمانان توسط مانوئل یکم (انگلیسی: Persecution of Jews and Muslims by Manuel I of Portugal) در ۵ دسامبر ۱۴۹۶، پادشاه مانوئل یکم، پادشاه پرتغال فرمان اخراج یهودیان و مسلمانان را امضا کرد تا تا پایان اکتبر سال آینده اجرایی شود.

## زمینه
تا قرن پانزدهم، برخی از یهودیان مکان‌های برجسته ای در زندگی سیاسی و اقتصادی پرتغال اشغال کردند. برای مثال، اسحاق ابرونئیل خزانه دار پادشاه آفونسوی پنجم پرتغال بود. بسیاری نیز نقش فعالی در فرهنگ پرتغالی داشتند و شهرت خود را به عنوان دیپلمات‌ها و بازرگانان حفظ کردند. در این زمان، لیسبون و اوورا خانه جوامع مهم یهودی بودند.